# Gmina Trelleborg
Gmina Trelleborg (szw. Trelleborgs kommun) – gmina w Szwecji, w regionie Skania, z siedzibą w Trelleborg.
Pod względem zaludnienia Trelleborg jest 52. gminą w Szwecji. Zamieszkuje ją 39 477 osób, z czego 50,5% to kobiety (19 935) i 49,5% to mężczyźni (19 542). W gminie zameldowanych jest 1801 cudzoziemców. Na każdy kilometr kwadratowy przypada 115,77 mieszkańca. Pod względem wielkości gmina zajmuje 220. miejsce.